# Partitas para teclado (Bach)

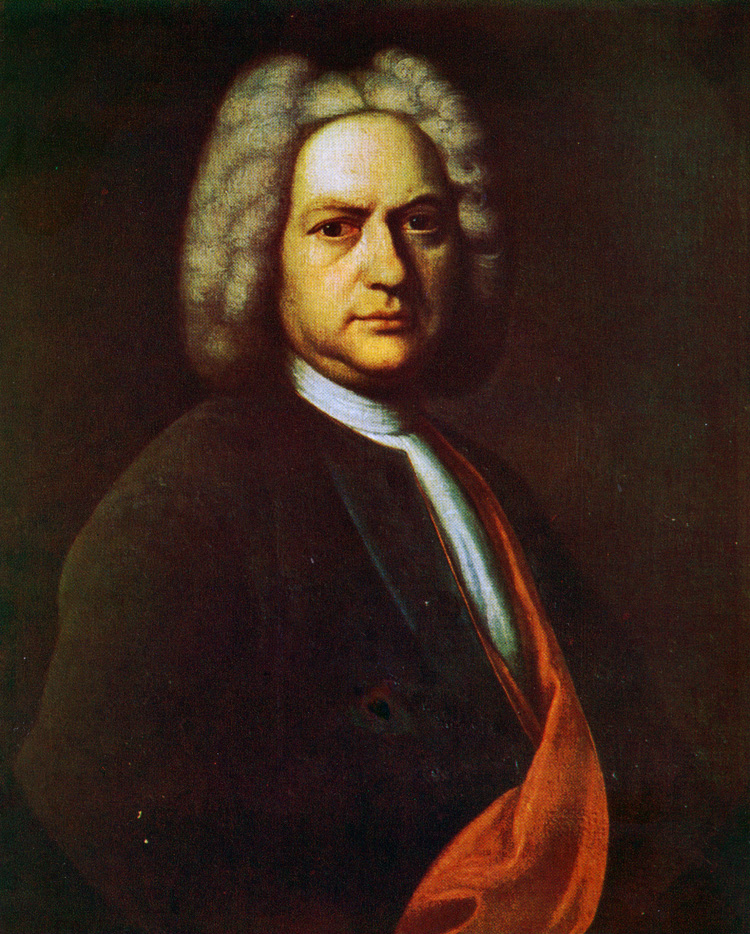
Bach hacia 1720.

Las Partitas para teclado, BWV 825-830 son un conjunto de seis suites para clave escritas por el compositor barroco alemán Johann Sebastian Bach y publicadas entre 1726 y 1730 bajo el título Clavier-Übung I. Se trata de la tercera y última serie de las dieciocho suites que Bach compuso para teclado, siendo las otras doce, las seis Suites inglesas, BWV 806-811 y las seis Suites francesas BWV 812-817.

## Historia

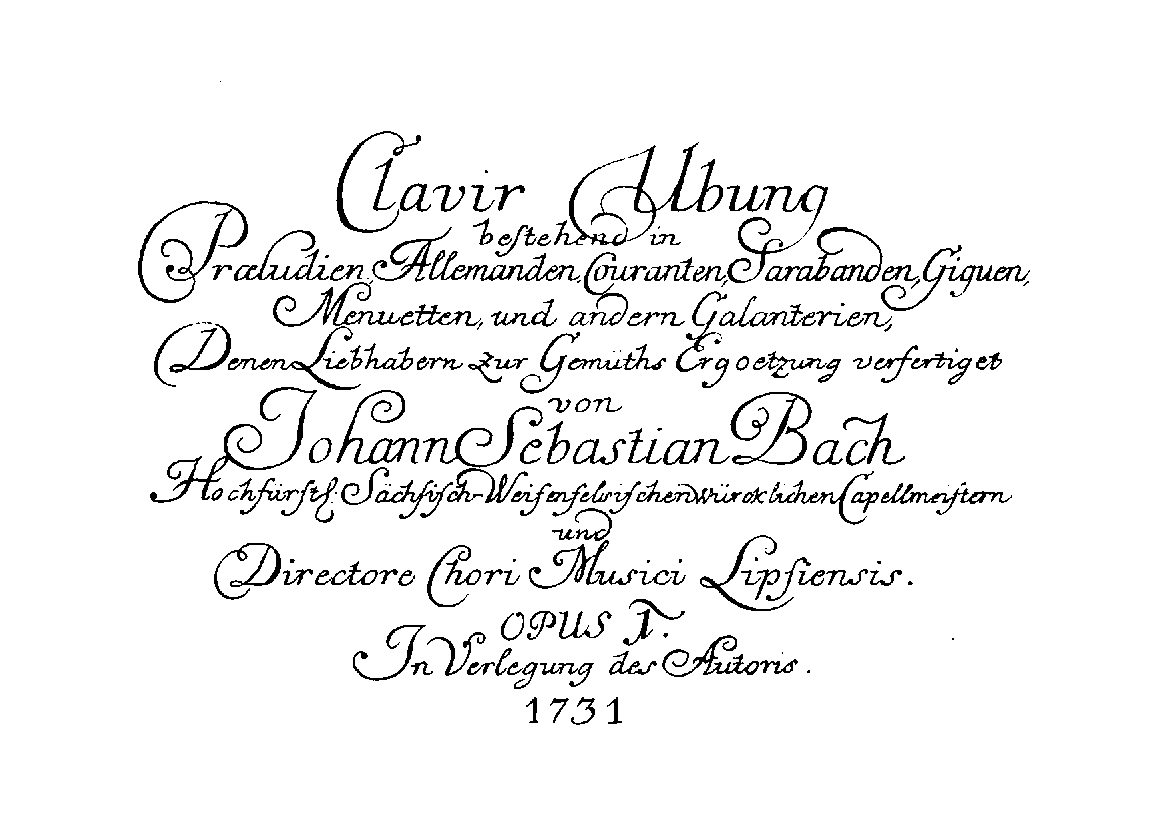
Portada de Clavier-Übung I

La composición de esta colección se desarrolló entre 1726 y 1730. La Partita BWV 825 en otoño de 1726, la BWV 827 en Pascua de 1727, la BWV 828 en 1728 y las BWV 829-830 en 1730. Después de las Suites inglesas y las Suites francesas Bach compuso esta serie, que es la última y la más exigente técnicamente de las tres. Como ocurre con las Suites inglesas y las Suites francesas, el manuscrito autógrafo de las Partitas no se ha conservado hasta nuestros días. Conservando una tradición decimonónica que etiquetó la primera colección de suites como inglesas y la segunda como francesas, las Partitas en ocasiones se conocen como las Suites alemanas. En cualquier caso, tal título responde a una conveniencia editorial, puesto que no hay nada especialmente alemán sobre las Partitas. En comparación con las anteriores series de suites, las Partitas son de lejos las más flexibles en cuestión de estructura. A diferencia de las Suites inglesas, por ejemplo, cada una de las cuales se inicia con un estricto Prelude. Por su parte, las Partitas presentan diversos estilos en cuanto al modo de iniciar las piezas, entre los que se encuentran una ornamental Overture y una Toccata.
A pesar de que cada Partita fue publicada por separado, fueron recogidas en un único volumen en 1731 conocido como Clavier-Übung I (Ejercicios de teclado), al que el propio Bach asignó la etiqueta de Opus 1. Fue la primera de sus obras en ser publicada bajo su dirección. A diferencia de los conjuntos anteriores de suites, Bach originalmente pretendía publicar siete Partitas, pero anunció en la primavera de 1730 en la publicación de la quinta Partita que la colección prometida contendría dos más de estas piezas. Esta intención es señalada además por la extensión de tonalidades, que sigue una estructura clara: si bemol mayor - do menor, la menor - re mayor, sol mayor - mi menor; dejando fa mayor como conclusión lógica. Así pues, el Concierto italiano, BWV 971, que está en el tono de fa mayor y que fue publicado en el volumen Clavier-Übung II, probablemente se originó como una de las Partitas antes de expandirse más allá de los dictados de la forma de suite.

## Estructura y análisis

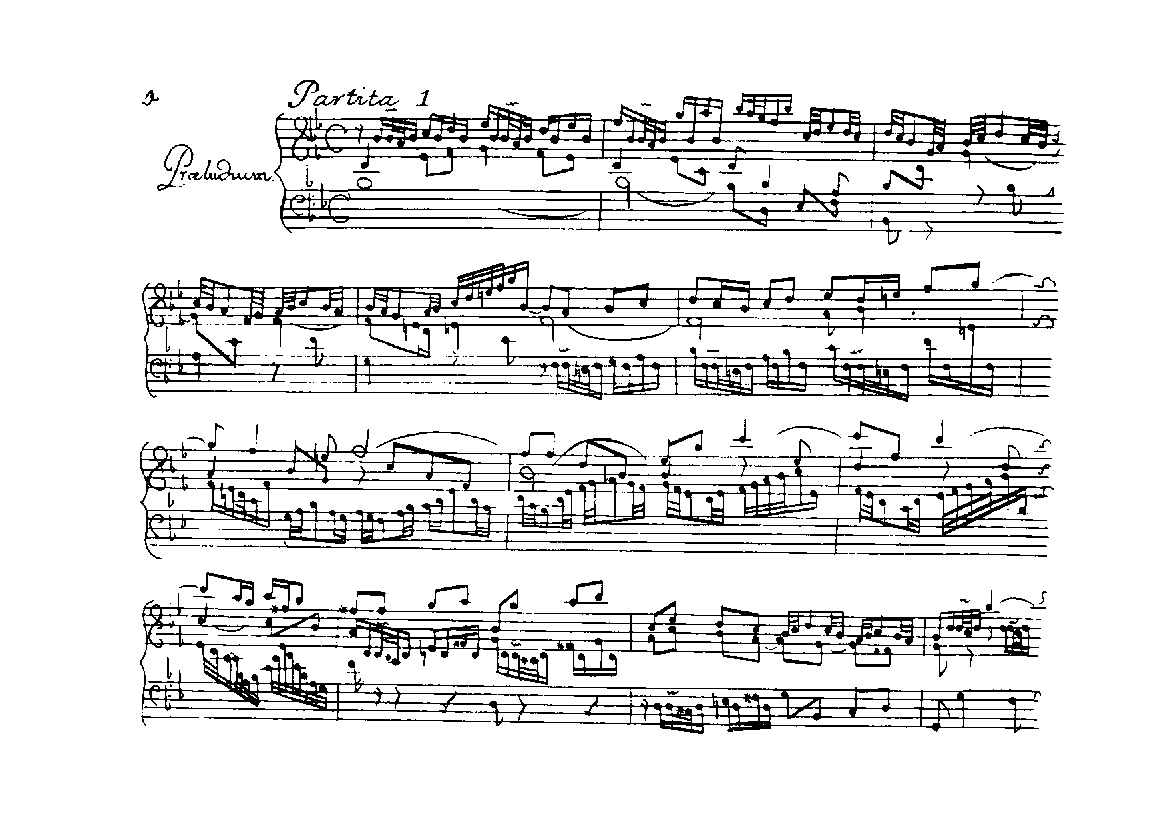
Preludio de la Partita n.º 1 BWV 825, 1ª edición 1731.

### Partita n.º 1 en si bemol mayor, BWV 825
La pieza consta de los siguientes movimientos:
- I. Praeludium
- II. Allemande
- III. Corrente
- IV. Sarabande
- V. Menuet I
- VI. Menuet II
- VII. Gigue

### Partita n.º 2 en do menor, BWV 826
La pieza consta de los siguientes movimientos:
- I. Sinfonía
- II. Allemande
- III. Courante
- IV. Sarabande
- V. Rondeaux
- VI. Capriccio

### Partita n.º 3 en la menor, BWV 827
La pieza consta de los siguientes movimientos:
- I. Fantasia
- II. Allemande
- III. Corrente
- IV. Sarabande
- V. Burlesca
- VI. Scherzo
- VII. Gigue

### Partita n.º 4 en re mayor, BWV 828
La pieza consta de los siguientes movimientos:
- I. Ouvertüre
- II. Allemande
- III. Courante
- IV. Aria
- V. Sarabande
- VI. Menuet
- VII. Gigue

### Partita n.º 5 en sol mayor, BWV 829
La pieza consta de los siguientes movimientos:

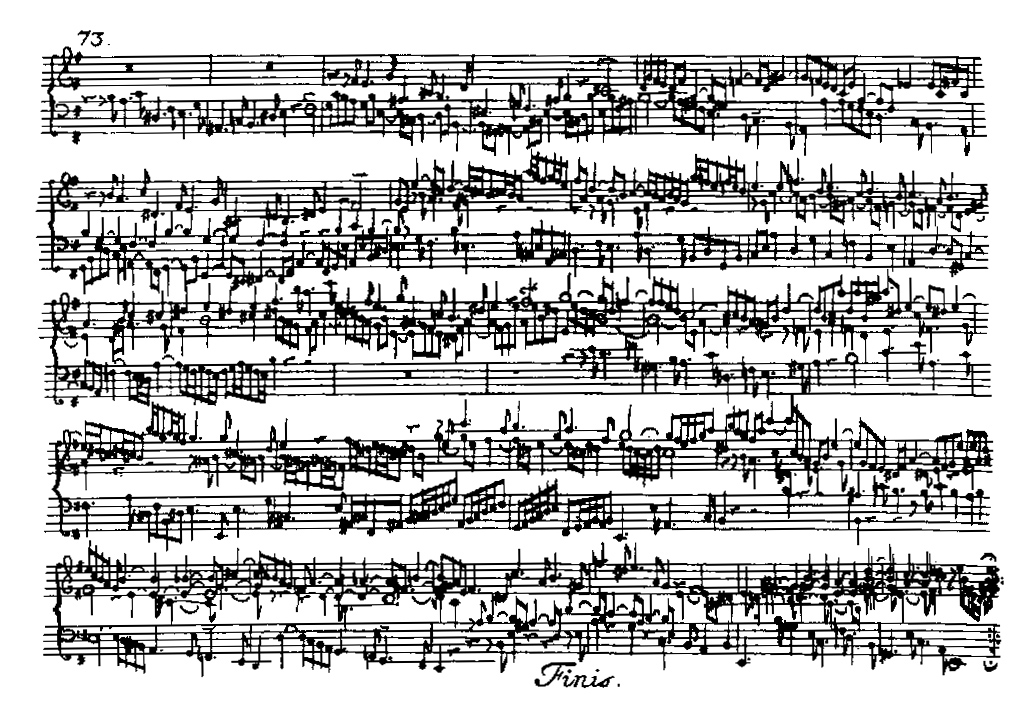
Gigue de la Partita n.º 6 BWV 830, 1ª edición 1731.

- I. Praeambulum
- II. Allemande
- III. Corrente
- IV. Sarabande
- V. Tempo di Minuetto
- VI. Passepied
- VII. Gigue

### Partita n.º 6 en mi menor, BWV 830
La pieza consta de los siguientes movimientos:
- I. Toccata
- II. Allemanda
- III. Corrente
- IV. Air
- V. Sarabande
- VI. Tempo di Gavotta
- VII. Gigue

## Discografía selecta

### En clave
- Wanda Landowska (?, 1935 o 1936)
- Gustav Leonhardt (Deutsche Harmonia Mundi, 1964 y 1970; Virgin, 1986)
- Martin Galling (1970)
- Blandine Verlet (Philips, 1978 y Naïve, 2001)
- Kenneth Gilbert (Harmonia Mundi, 1985)
- Trevor Pinnock (Archiv, 1985; Hänssler, 1998 y 1999)
- Huguette Dreyfus (Denon, 1986)
- Scott Ross (Erato, 1988)
- Christophe Rousset (L'Oiseau-lyre, 1992)
- Andreas Staier (Deutsche Harmonia Mundi, 1993)
- Pieter-Jan Belder (Brilliant Classics, 1999)
- Masaaki Suzuki (BIS, 2001)
- Zuzana Růžičková
- Pascal Dubreuil (Ramée, 2008)

### En piano
- Rosalyn Tureck (1949/50)
- Dinu Lipatti (BWV 825), (EMI Classics, 1950)

- Glenn Gould (Sony 1957, 1980)
- Tatiana Nikolayeva (Melodija 1981)
- András Schiff (Decca 1985; ECM 2009)
- Claudio Arrau Partitas n.° 1, 2, 3, 5 (Philips, 1991)
- Maria Tipo (EMI, 1991)
- Wolfgang Rübsam (Naxos, 1992)
- Maria Joao Pires (DGG 447 894-2, 1995)
- Angela Hewitt (Hyperion, 1997)
- Dinu Lipatti (EMI Classics, 1999)
- Richard Goode (Nonesuch, 2003)
- Gianluca Luisi (OnClassical, 2005 y 2007)
- Martha Argerich (Verbier Festival, 2008)
- Murray Perahia (Sony, 2008 y 2009)
- Vladimir Ashkenazy (Decca, 2010)

- Andres Carciente (Noromusic, 2012)
- Igor Levit (Sony, 2014)
- Yuan Sheng (Piano Classics, 2017)
- Christian Zacharias (MDG, 2021)

### En guitarra
- Judicael Perroy Partita n.º 2 (Naxos, 2011)